# أليكس هيرنانديز
أليكس هيرنانديز (بالإنجليزية: Alex Hernandez)‏ هو كاتب خيال علمي وكاتب أمريكي، ولد في 27 سبتمبر 1978 في ميامي في الولايات المتحدة.